# 職務経歴書
職務経歴書（しょくむけいれきしょ）は、当人が過去に従事した職務・職業上の地位、および当該職務の具体的内容を、当人の職歴として時系列的（編年体）またはキャリア（経験）、プロジェクトタイプなどをベースに記載した書面のことで、第三者に提示するために使用され、時として履歴書とともに（履歴書の補完的に）使用される。

## 概要
通常の履歴書では学歴・職歴を順番に記載する欄が設けられているが、それだけでは十分なスペースが取れないため、履歴書で記載できない具体的なキャリアを補完するとともに、やる気をアピールするためのものとして用いられる。これまで行ってきた仕事の内容だけでなく、その成果も盛り込み、自己アピールにつなげる。
レイアウトは履歴書のように特に決まっておらず自由とされているが、大抵はパソコンのワープロソフトを用いて作成し、用紙に印刷して提出する場合が多いが、手書きでもよい。パソコンで作成したならば書類を作成できる程度のスキルがあることの宣伝につながるとされる（手書きの履歴書と異なり、パソコンで作成するよう指示する場合が多い）。
ベースとなるレイアウトタイプは主に、時系列タイプ・キャリアタイプ・プロジェクトタイプの3タイプに分類される。それぞれ特徴があり、どれをアピールしたいかによって適切に選ぶ必要がある。またタイプを適時に合わせるたり、ベースに用いるレイアウト（テンプレート）を指示する企業もある。

## レイアウトタイプ
時系列タイプ
一般的なタイプで、年代別に経歴を書き記す。幅広い職種に適しており、経験が浅い場合にも利用できる。
キャリアタイプ
経験したキャリアごとに詳細に書き記す。主に業種・職種の経験をアピールするために使用する。
プロジェクトタイプ
主にプログラマやシステムエンジニアなどのエンジニア向けのタイプで、プロジェクト単位で書き記す。プロジェクトにおいての役割と成果がポイントとなる。